# Savînți, Mirhorod
Savînți (în ucraineană Савинці) este localitatea de reședință a comunei Savînți din raionul Mirhorod, regiunea Poltava, Ucraina. În secolul al XIX-lea, satul făcea parte din volostul Savînți, uezdul Mirhorod.

## Demografie
Componența lingvistică a localității Savînți
     Ucraineană (98,65%)
     Rusă (1,26%)
     Alte limbi (0,09%)
Conform recensământului din 2001, majoritatea populației localității Savînți era vorbitoare de ucraineană (98,65%), existând în minoritate și vorbitori de rusă (1,26%).